# 에런 제프리
에런 제프리(Aaron Jeffery, 1970년 ~ )는 뉴질랜드의 배우이다.

## 출연 작품

### 영화
- 인터뷰 (1998, The Interview)
- Strange Planet (1999)
- Beautiful (2009)
- 엑스맨 탄생: 울버린 (2009)
- 터보 키드 (2015)
- 립 타이드 (2017, Rip Tide)
- The Snip (2019) - 단편

### 텔레비전
- 맥클로드의 딸들 (2001-08)